# 東白川郡森林組合
東白川郡森林組合（ひがししらかわぐんしんりんくみあい）は、福島県東白川郡棚倉町、塙町、矢祭町、鮫川村を管内とする森林組合。

## 概要
- 所在地 - 福島県東白川郡棚倉町大字棚倉字南町100番地2
- 創立 - 昭和49年9月1日
- 地区 - 棚倉町・塙町・矢祭町・鮫川村（東白川郡一円）
- 役員 - 理事13名　監事3名
- 組合員数 - 3,997名

## 沿革
- 昭和42年9月 - 棚倉町、近津、塙町、笹原、矢祭町、鮫川村の6森林組合が広域合併して東白川郡森林組合を創立。事務所を棚倉町北町に開所
- 昭和44年4月 - 事務所移転　苗畑圃場 (5Ha) 開設
- 昭和45年4月 - 製材部門着手
- 昭和46年9月 - 住宅建築事業開始
- 昭和51年7月 - 製材工場JAS認定
- 昭和52年9月 - 合併10周年記念式典挙行
- 昭和54年3月 - 農林水産省林政審議会委員一行来組
- 昭和55年12月 - 大降雪森林災害発生